# Ashok Nagar
Ashok Nagar é uma cidade e um município no distrito de Guna  , no estado indiano de Madhya Pradesh.

## Demografia
Segundo o censo de 2001, Ashok Nagar tinha uma população de 57 682 habitantes. Os indivíduos do sexo masculino constituem 53% da população e os do sexo feminino 47%. Ashok Nagar tem uma taxa de literacia de 63%, superior à média nacional de 59,5%; com 60% para o sexo masculino e 40% para o sexo feminino. 16% da população está abaixo dos 6 anos de idade.